# Jan Feliks Radziejowski
Jan Feliks (Szczęsny) Radziejowski herbu Junosza (zabity w pojedynku w 1685 roku) – kasztelan wieluński w latach 1684–1685, chorąży rawski w 1666 roku, starosta bolesławski w latach 1661–1676.

## Życiorys
Syn Stanisława Radziejowskiego, wojewody łęczyckiego i jego drugiej żony, Krystyny Sapiehy, brat przyrodni Hieronima Radziejowskiego, podkanclerzego koronnego.
Ojciec Urszuli Krystyny Siemianowskiej ze związku z Joanną Brzostowską, wojewodzianką trocką i Jana Karola ze związku z Anną Wodyńską, kasztelanką podlaską, córką Marka Wodyńskiego.
Poseł sejmiku sochaczewskiego na sejm 1662 roku. Poseł sejmiku łomżyńskiego na pierwszy sejm 1666 roku. Poseł sejmiku generalnego bolimowskiego województwa rawskiego na sejm nadzwyczajny 1668 roku..  Poseł na sejm konwokacyjny 1668 roku z ziemi rawskiej. Był członkiem konfederacji generalnej zawiązanej 5 listopada 1668 roku na tym sejmie.
Poseł sejmiku łomżyńskiego ziemi łomżyńskiej na sejm wiosenny 1666 roku. Poseł sejmiku sochaczewskiego na sejm 1678/1679 roku, poseł na sejm 1681 roku.
Odbudował zamek w Bolesławcu zniszczony w latach 1655–1656 podczas potopu szwedzkiego i "nadał klasztor w tym mieście, co sejm 1667 r.  zatwierdził".